# Akademia Wychowania Komunistycznego im. N.K. Krupskiej
Akademia Wychowania Komunistycznego im. N.K. Krupskiej (ros. Академия коммунистического воспитания имени Н. К. Крупской; АКВ) – uczelnia pedagogiczna w ZSRR funkcjonująca w latach 1918-1935.
Została utworzona w Moskwie na bazie Instytutu im. Szełaputina (Педагогический институт имени П. Г. Шелапутина) jako Akademia Wychowania Ludowego. W 1919 przyłączono do niej Instytut Pedagogiczny (Педагогический институт), były Moskiewski Instytut Nauczycielski (Московский учительский). W 1920 otrzymała nazwę Akademii Wychowania Społecznego – ASW (Академия социального воспитания), w 1924 otrzymała imię N.K. Krupskiej, która była inicjatorem jej powstania.
W 1934 została przeniesiona do Leningradu (z wyjątkiem fakultetu politproswietraboty, pozostającego do 1936 w Moskwie) i w 1935 przekształcona w Komunistyczny Instytut Pedagogiczny im. N.K. Krupskiej (Коммунистический педагогический институт имени Н. К. Крупской), który w 1942 połączono z Leningradzkim Państwowym Instytutem Pedagogicznym.